# Heriberto Correa Yepes
Heriberto Correa Yepes MXY (* 6. August 1916 in Cedeño; † 9. September 2010 in Medellín, Kolumbien) war Apostolischer Vikar von Buenaventura.

## Leben
Heriberto Correa Yepes trat 1928 der Ordensgemeinschaft der Misioneros Javerianos de Yarumal bei und empfing am 12. November 1939 die Priesterweihe. Correa Yepes war für die Diözesankurie das Erzbistum Barranquilla tätig sowie Professor am Seminario Conciliar San Luis Beltran (Barranquilla), später dessen Präfekt. Papst Pius XII. ernannte ihn am 27. März 1953 zum Apostolischen Präfekten von Mitú. Correa Yepes war Konzilsvater der zweiten, dritten und vierten Sitzungsperiode des Zweiten Vatikanischen Konzils. 1966 wurde er zum Generaloberen der Misioneros Javerianos de Yarumal gewählt.
Paul VI. ernannte ihn am 29. Januar 1973 zum Apostolischen Vikar von Buenaventura und Titularbischof von Casae Nigrae. Der Erzbischof von Bogotá, Aníbal Kardinal Muñoz Duque, spendete ihm am 27. März desselben Jahres die Bischofsweihe; Mitkonsekratoren waren Jesús Emilio Jaramillo Monsalve MXY, Apostolischer Vikar von Arauca, und Gustavo Posada Peláez MXY, Apostolischer Vikar von Istmina. 
Am 30. November 1996 nahm Papst Johannes Paul II. seinen altersbedingten Rücktritt an. Er starb an den Folgen eines Sturzes in seinem Wohnsitz im Emmaus-Haus in Medellin.